# كارل أدولف فيلهلم
كَارْل أَدُولْف فِيلْهَلْم (بالألمانية: Karl Adolf Wilhelm) كان عَالِمَ نباتٍ وفطرياتٍ ألمانياً، ولد عام 1848 وتوفي عام 1933.